# أبنير (لاعب كرة قدم)
أبنير (بالبرتغالية: Abner Felipe Souza de Almeida‏) مواليد 30 مايو 1996 في لوندرينا، البرازيل، هو لاعب كرة قدم برازيلي يلعب مع ريال مدريد كاستيا كمدافع. مثّل منتخب البرازيل لكرة القدم فئة الشباب.

## وصلات خارجية
- أبنير على موقع الاتحاد الدولي (مؤرشف)  (الإنجليزية)
- أبنير على موقع الاتحاد الأوربي (الإنجليزية)
- أبنير على موقع قاعدة بيانات كرة القدم.إي يو (الإنجليزية)
- أبنير على موقع Soccerway.com (الإنجليزية)